# Georg Elias Müller

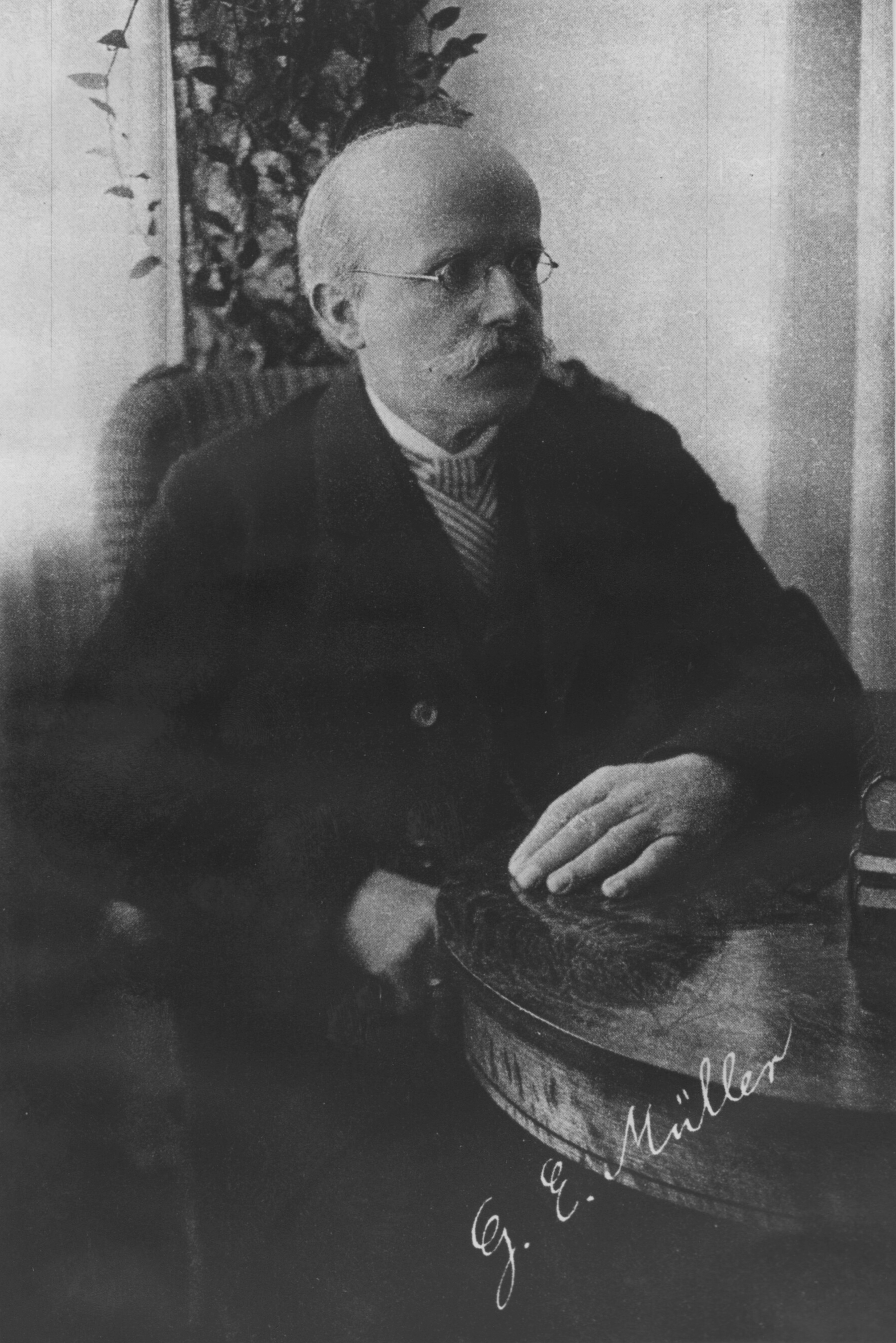
Georg Elias Müller

Georg Elias Müller (ur. 20 lipca 1850 w Grimmie, zm. 23 grudnia 1934 w Getyndze) – niemiecki psycholog, profesor Uniwersytetu w Czerniowcach i Uniwersytetu w Getyndze. Zajmował się przede wszystkim psychologią pamięci, pracował nad teorią interferencji oraz hamowaniem pre- i retroaktywnym. Dwa lata po Wilhelmie Wundtcie założył pracownię psychologii doświadczalnej. 
Syn pastora Augusta Friedricha Müllera (1811–1900) i Rosalie z domu Zehme. Studiował filozofię i historię na Uniwersytecie w Lipsku, Uniwersytecie w Berlinie i Uniwersytecie w Getyndze. W 1904 założył Towarzystwo Psychologii Doświadczalnej (Gesellschaft für experimentelle Psychologie). W 1911 został wybrany członkiem zwyczajnym Akademii Nauk w Getyndze (Göttinger Akademie der Wissenschaften). W 1914 został członkiem korespondencyjnym Pruskiej Akademii Nauk. W 1933 wybrano go na członka American Academy of Arts and Sciences.